# Sarde a beccafico

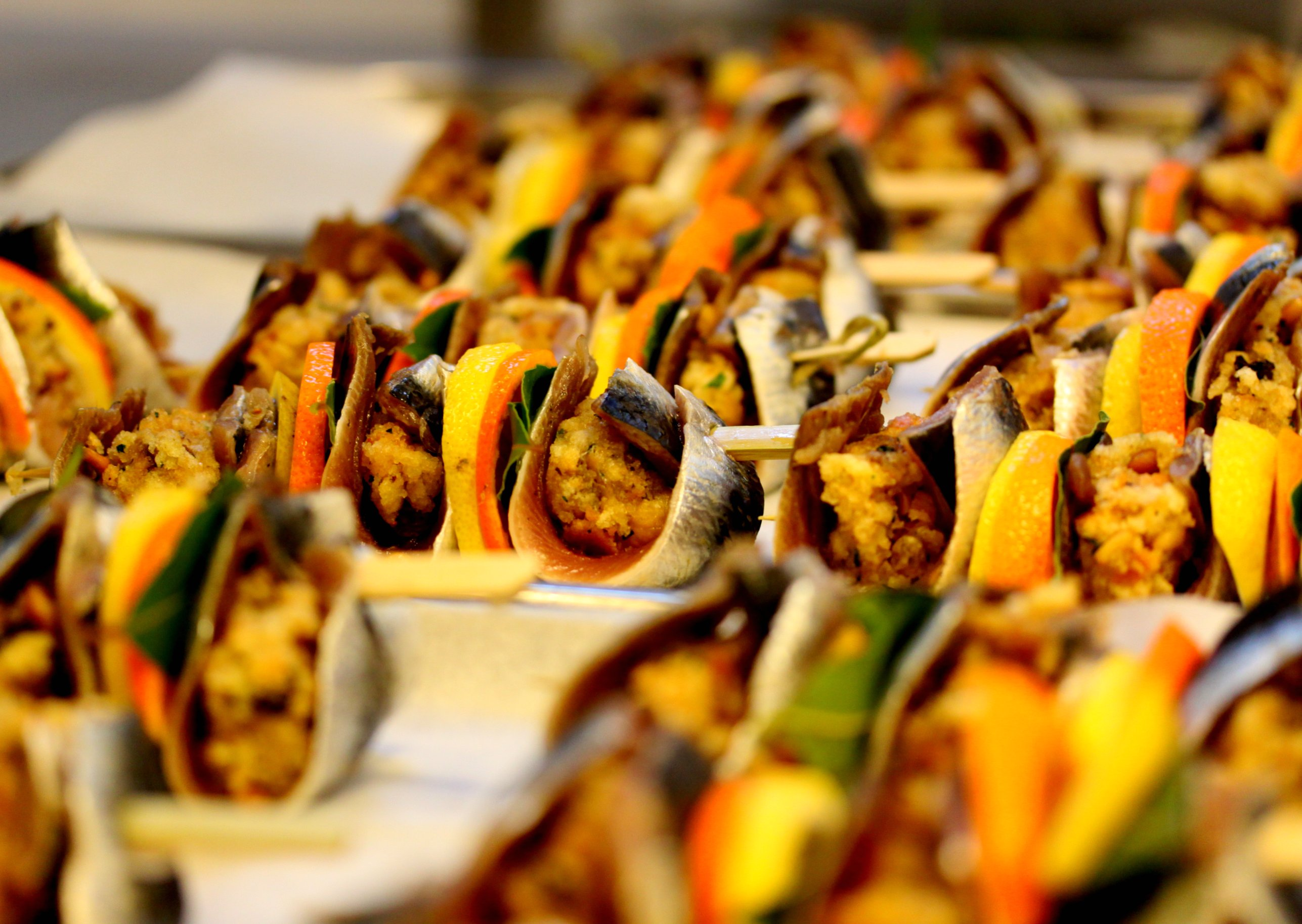
Vorbereitete Spieße mit gerollten Sarde a beccafico

Sarde a beccafico sind gefüllte Sardinen und zählen zu den typischen Fischgerichten der sizilianischen Küche. 
Frische Sardinen werden geputzt, ausgenommen und aufgeklappt. Grundstoff für die Füllung ist zerkleinertes Hartweizenbrot. Es wird mit etwas Olivenöl, Zwiebeln, Knoblauch, Petersilie oder Minze, Pinienkernen und Korinthen zu einer Farce verarbeitet und kann mit Marsala verfeinert werden. Die Sardinen werden damit bestrichen und aufgerollt. Anschließend werden sie im Ofen gebacken oder auch in Mehl und Eigelb gewendet und frittiert. 
Die Sarde a beccafico werden als Hauptgericht oder kalt als Antipasti serviert. 
Ursprünglich wurden Singvögel mit der Farce gefüllt. Da sich das nur die Wohlhabenden leisten konnten, übernahm die ärmere Bevölkerung das Rezept und verwendete zum Füllen Sardinen. 